# Даніель Майсторович
Даніе́ль Ма́йсторович (швед. Daniel Majstorović, нар. 5 квітня 1977, Стокгольм) — колишній шведський футболіст, який грав на позиції захисника.

## Клубна кар'єра
Народився в Швеції, в родині югославських іммігрантів. У дорослому футболі дебютував 1995 року виступами за команду шведського клубу «Броммапойкарна», в якій провів два сезони, взявши участь у 34 матчах чемпіонату. 
Згодом з 1997 по 2000 рік грав у складі команд клубів «Фортуна» (Кельн) та «Вестерос».
Своєю грою за останню команду привернув увагу представників тренерського штабу клубу «Мальме», до складу якого приєднався 2000 року. Відіграв за команду з Мальме наступні чотири сезони своєї ігрової кар'єри. Більшість часу, проведеного у складі «Мальме», був основним гравцем захисту команди. Виступами за цю команду звернув на себе увагу тренерів національної команди Швеції.
2004 року переїхав до Нідерландів, уклавши контракт з місцевим клубом «Твенте», кольори якого захищав протягом 1,5 сезонів. 
У 2006—2008 роках виступав у чемпіонаті Швейцарії у складі «Базеля». Став співавтором «дубля» базельської команди в сезоні 2007–08, в якому «Базель» виграв і чемпіонат, і кубок країни. 
З 2008 по 2010 рік захищав кольори клубу Грецької Суперліги АЕК з Афін.
До складу шотландського клубу «Селтік» досвідчений захисник приєднався 2010 року. Відіграв за команду з Глазго 49 матчів в національному чемпіонаті.
У 2012 році Майсторович повернувся на батьківщину, де уклав контракт з клубом АІК.

## Виступи за збірну
2003 року дебютував в офіційних матчах у складі національної збірної Швеції. У формі головної команди країни провів 50 матчів, забивши 2 голи. 
У складі збірної був учасником чемпіонату Європи 2008 року в Австрії та Швейцарії.

## Титули і досягнення
- Чемпіон Швеції (1):

«Мальме»: 2004
- Чемпіон Швейцарії (1):

«Базель»: 2007–08
- Володар Кубка Швейцарії (1):

«Базель»: 2007–08
- Володар Кубка Шотландії (1):

«Селтік»:  2010–11
- Чемпіон Шотландії (1):

«Селтік»: 2011–12